# José Santos González Vera
José Santos González Vera (El Monte, 17 de septiembre de 1897-Santiago, 27 de febrero de 1970) fue un escritor anarquista chileno, obtuvo el Premio Nacional de Literatura en 1950.

## Infancia y estudios
Nace en 1897 en San Francisco del Monte, hoy llamada simplemente El Monte, ciudad ubicada en las cercanías de Santiago y en 1903 se traslada con su familia a Talagante.
A los 11 años llega a la capital y se matricula en Liceo Valentín Letelier, sin lograr aprobar el primer año de humanidades. A los trece, ya abandonada la escuela, comienza a trabajar: fue aprendiz de pintor, mozo de sastrería y de una casa de remates, obrero en una fundición, peluquero aficionado, lustrador en un club, secretario de una sociedad de carniceros, comisionista, cajero de almacén y cobrador de tranvías en Valparaíso.

## Militante anarquista y escritor
Su experiencia de vida lo lleva a la militancia en el anarquismo:

Era adolescente cuando, para ganarme el pan, intenté aprender los más diversos oficios. Así pude vincularme a obreros ansiosos de establecer una sociedad igualitaria y libre, como la conciben los anarquistas. Muy pronto hice mía tal aspiración, porque nada ayuda tanto a decidirse como el ser joven.
José Santos González Vera

González Vera comenzó a interesarse por la literatura cuando tenía unos 20 años: entonces leyó las obras de los rusos Máximo Gorki y Piotr Kropotkin, el principal teórico del anarquismo. Pronto comenzó a escribir para divulgar esta ideología, buscando con ello «un orden más favorable a la comunidad».
Se convierte en fundador y redactor de las revistas La Pluma (junto con Manuel Rojas) y Numen, y colabora en Claridad, el órgano de difusión de la Federación de Estudiantes de la Universidad de Chile (Fech). También escribió en la revista Atenea de Concepción. Durante la persecución a la Fech en 1920, tras la bullada Guerra de don Ladislao, hace un viaje por el sur del país, logrando, entre otras cosas, contactarse con el joven estudiante Pablo Neruda y con la poetisa Gabriela Mistral.
Se casó con María Marchant en 1932, educadora y militante comunista, intendente y regidora de su época. Tuvieron dos hijos, Álvaro y Laura.

## Premio Nacional de Literatura y últimos años
El premio le fue otorgado en 1950, cuando González Vera había publicado solo dos libros: Vidas mínimas (1923) y Alhué (1928), lo que provocó un escándalo. La Sociedad de Escritores abrió un debate por su nominación, mientras el escritor Luis Durand comentaba: «Sus obras completas caben en un cuaderno de composición escolar». Alone, sin embargo, lo defendió: «Premiar ahora, en este país, la finura, la discreción, el silencio... Lo hallo desconcertante».
González Vera falleció el 27 de febrero de 1970 en su casa en Ñuñoa, comuna del Gran Santiago.

## Obras
- El conventillo, relato, Revista de Artes y Letras, N.º 3, 1 de mayo de 1918
- Vidas mínimas. Novelas breves, Cosmos, Santiago, 1923 (reeditado por LOM en 1996). Contiene dos textos:
  - Vivo en un conventillo y Una mujer
- Alhué. Estampas de una aldea, novela, Santiago, 1928
- Cuando era muchacho, autobiografía, Nascimento, Santiago, 1951
- Eutrapelia, honesta recreación, ensayos humorísticos, Babel, Santiago, 1955; descargable desde el portal Memoria Chilena
- Algunos, ensayos, Nacimento, Santiago, 1959; descargable desde el portal Memoria Chilena
- La copia y otros originales, relatos, Nacimento, Santiago, 1961; descargable desde el portal Memoria Chilena
- Necesidad de compañía, relatos, Nacimento, Santiago, 1968; descargable desde el portal Memoria Chilena
- Letras anarquistas, 74 artículos periodísticos y otros escritos inéditos de González Vera (70% de los textos) y su amigo Manuel Rojas; compiladora: Carmen Soria González (nieta del escritor); Planeta, Santiago, 2005[3]
- Obras completas, 2 volúmenes, Cociña, Soria Editores, 2013